# Tasio
Tasio (fl. I secolo a.C.) è il nome dato da Strabone al re degli Roxolani che invasero la Crimea verso il 100 a.C. insieme al re della Scitia Palaco.
Venne sconfitto durante la seconda campagna di Diofanto insieme al suo alleato.